# Yaakov Aryeh Alter
Yaakov Aryeh Alter, nascido em 1939, é o sétimo e atual Rebe da dinastia hassídica de Ger, uma posição que ele ocupa desde 1996. Ele mora em Israel e deixou seguidores na Europa e Estados Unidos. Atualmente, Ger é provavelmente o único e maior grupo Hassídico em Israel.

## Tornando-se um Rebe
O pai de Yaakov Aryeh foi o rabi Simcha Bunim Alter, também conhecido como Lev Simcha, o quiquagésimo Rebe Ger. Quando o Rabi Simcha Bunim morreu em 1992, ele foi sucedido po seu meio-irmão, Rabi Pinchas Menachem Alter. Após sua posterior morte inesperada em 1996, o Rabi Yaakov Aryeh Alter foi escolhido como o próximo Rebe de Ger, resultado de um pré-acordo sob consenso para sucessão.

## Rebes de Ger
1. Yitzchak Meir Alter (1798-1866)
2. Yehudah Aryeh Leib Alter (1847-1905)
3. Avraham Mordechai Alter (1866-1948)
4. Yisrael Alter (1895-1977)
5. Simchah Bunim Alter (1898-1992)
6. Pinchas Menachem Alter (1926-1996)
7. Yaakov Aryeh Alter (b. 1939)